# Dieter Teich
Dieter Teich (* 24. April 1934 in Leipzig; † 17. Juni 1953 ebenda) wurde während des Aufstandes vom 17. Juni 1953 ein Opfer der DDR-Diktatur.

## Leben
Der Sohn eines Lokomotivführers besuchte die Grund- und Mittelschule in Wiederitzsch und erlernte den Beruf eines Gießereifacharbeiters. Der Freien Deutschen Jugend (FDJ) trat er nicht bei. Er war von November 1952 bis Ende Mai 1953 als Erdarbeiter bei den Leipziger Verkehrsbetrieben (LVB) tätig und wechselte am 1. Juni 1953 zum VEB Mitteldeutscher Feuerungsbau in Holzhausen.
Am 17. Juni 1953 schloss sich Dieter Teich seinen streikenden Kollegen an, mit denen er gemeinsam in die Leipziger Innenstadt zog. Dort forderten seit den Mittagsstunden Demonstranten vor der Untersuchungshaftanstalt der Staatssicherheit in der Beethovenstraße die Freilassung der Gefangenen. Nachdem die Forderung der Demonstranten, eine Abordnung in das Gebäude einzulassen, nicht erfüllt wurde, begann die aufgebrachte Menge den Gebäudekomplex zu stürmen. Gegen 14 Uhr fuhren sowjetische Lkw vor, Soldaten gaben Warnschüsse ab, zogen sich jedoch dann wieder zurück. Davon ermutigt, setzten die Demonstranten den Sturm auf die Haftanstalt fort. Volkspolizisten und Stasi-Offiziere feuerten auf Befehl von Paul Fröhlich gegen 15 Uhr in die vordrängende Menge und verletzten einige Demonstranten. Dieter Teich wurde tödlich getroffen. Er war der erste Tote des Volksaufstandes in Leipzig, noch vor Verhängung des Kriegsrechtes.
Die Demonstranten betteten den Toten auf eine Bahre und trugen ihn feierlich über den Ring zum Hauptbahnhof. Die Träger wechselten mehrfach und bisher unbeteiligte Passanten schlossen sich dem Leichenzug an. Der Leichnam des 19-Jährigen wurde mit Blumen überhäuft. Die Kunde vom ersten Todesopfer des Aufstandes verbreitete sich wie ein Lauffeuer. Rufe wie „Arbeitermörder“ oder Aufschriften „Volkspolizei schießt auf deutsche Arbeiter“ klagten die Schuldigen an. Die Einsatzleitung der Polizei interpretierte das Geschehen auf ihre Weise und setzte um Mitternacht eine Spitzenmeldung nach Berlin ab, in der es hieß: „Auf dem Wege bis zum Hauptbahnhof wurden unter provozierenden Rufen gegen die Volkspolizei Blumen auf den Toten geworfen.“ Gegen 17 Uhr wurde der Leichnam unter Androhung von Waffengewalt beschlagnahmt. Mehrere Träger der Bahre wurden verhaftet.
Anfangs galt Dieter Teich als „unbekannter Toter“. Ein Arzt stellte noch am Hauptbahnhof einen Totenschein aus, in dem ein „Brustdurchschuss (Herzschuss)“ als Todesursache festgestellt sowie sechs Zeugen angegeben wurden. Ein Beerdigungsinstitut übernahm den Leichnam und brachte ihn in die Gerichtsmedizin zur Identifizierung. Zusammen mit den anderen Toten des Volksaufstandes wurde Dieter Teich am 20. Juni 1953 zwischen 2:15 Uhr und 7:30 Uhr auf dem Leipziger Südfriedhof eingeäschert; seine Angehörigen wurden weder informiert noch um Erlaubnis gebeten. Erst am 15. Juli 1953, vier Tage nach Aufhebung des Kriegsrechtes in Leipzig, gab der Staatsanwalt die Urne zur Bestattung frei. Allerdings ließ sich die Kriminalpolizei bis zum 4. August 1953 Zeit. So wurde Dieter Teich erst am 17. August 1953 auf dem Leipziger Nordfriedhof beigesetzt.
Die Trauerfeier wurde von der Kriminalpolizei überwacht. Die Familie Teich wurde mehrmals von Mitarbeitern der Staatssicherheit aufgesucht und zu strengstem Stillschweigen über den Tod ihres Angehörigen und dessen Umstände vergattert. Infolge des spektakulären Zuges durch die Leipziger Innenstadt konnte die SED nicht den Tod von Dieter Teich verheimlichen. So stand auf der ersten Seite der Leipziger Volkszeitung vom 19. Juni 1953: „Als alle Mittel versagten und die faschistischen Banden unseren Volkspolizisten die Waffen zu entreißen versuchten, musste sich unsere Volkspolizei zur Wehr setzen, und es fiel ein Angreifer als Opfer der zynischen Verbrechen der Agenten und Provokateure.“
Seit 1994 ist auch der Name von Dieter Teich in der Grab- und Gedenkanlage für die Opfer der stalinistischen Gewaltherrschaft im Urnengarten Nord auf dem Leipziger Südfriedhof auf einem Gedenkstein vermerkt. Anlässlich des 50. Jahrestages des Volksaufstandes beschlossen die Leipziger Stadtverordneten, die Straße, in der Dieter Teich ums Leben kam, in Straße des 17. Juni 1953 umzubenennen. Die Leipziger Verkehrsbetriebe ehrten ihren ehemaligen Mitarbeiter, indem sie einen Stadtbahnwagen nach Dieter Teich benannten.